# Angelika Markul
Angelika Markul (ur. w 1977 w Szczecinie) – polska artystka mieszkająca w Paryżu. Dyplom École nationale supérieure des beaux-arts w Paryżu otrzymała w 2003 roku w pracowni multimedialnej Christiana Boltanskiego. Współpracuje z paryską Galerie Frédéric Giroux i Galerią Kewening w Kolonii.

## Twórczość
Angelika Markul często łączy obrazy wideo z instalacjami, do budowy których używa takich materiałów jak czarna folia, szkło, czy drewno. Motywem wielokrotnie pojawiającym się w jej instalacjach są także przemysłowe świetlówki i wentylatory. W tworzonych przez nią filmach wideo pojawiają się motywy świata roślin i owadów.

## Wystawy indywidualne
- 2009, Nów, Centrum Sztuki Współczesnej Znaki Czasu, Toruń
- 2008, La Clarté Souterraine, Centrum Sztuki Współczesnej Zamek Ujazdowski, Warszawa
- 2009, Espaces Vallès, Grenoble
- 2008, Iceberg, instalacja, Centrum Sztuki Współczesnej Znaki Czasu, Toruń
- 2008, Entre - deux, Galerie Frédéric Giroux, Paryż
- 2007, La Clarté Souterraine, Galeria Kewenig, Kolonia
- 2006, Sen Muchy, Galeria Foksal, Warszawa
- 2006, Parole d'Insecte, instalacja wideo, Galeria Frédéric Giroux, Paryż
- 2005, Szkoła Nr 17, Spazio culturale LA RADA, Locarno
- 2005, The Promise, instalacja wideo, Châtelet Théâtre, Paryż